# Château de Hertsberge
 (mai 2020).
Si vous disposez d'ouvrages ou d'articles de référence ou si vous connaissez des sites web de qualité traitant du thème abordé ici, merci de compléter l'article en donnant les références utiles à sa vérifiabilité et en les liant à la section « Notes et références ».
Le Château de Hertsberge est un château situé dans le village belge de Hertsberge, section d'Oostkamp.

## Histoire
L'ancienne chapelle brule en 1501 et est reconstruite au milieu du XVIe siècle.
En 1797, le commissaire à la vente des domaines nationaux confie le domaine à un Pierrar, qui l'a acheté pour Joseph Lemmens, pour la somme de 7 500 livres. En 1798, Joseph Lemmens le vend à la famille Veranneman-Pardo.
Le château est reconstruit au début du XIXe siècle par Philip Veranneman, dans un style néo-flamand Renaissance.
En 1880, le baron Robert Rapaert de Grass, qui devient plus tard le premier bourgmestre de Hertsberge (1921-1930), achète le château à la famille Veranneman.
Le château et l'ancienne chapelle sont fortement endommagés par les bombardements durant la Première Guerre mondiale. Au cours des années 1920, à la demande urgente de la Commission royale des monuments, l'architecte Viérin et le baron Van Zuylen, la chapelle est restaurée par l'architecte Joseph De Jonghe. Une partie des dépendances sont démolies en 1974.
Les vitraux reprennent les armoiries des familles Rapaert de Grass, Outryve d'Ydewalle et Coppieters.

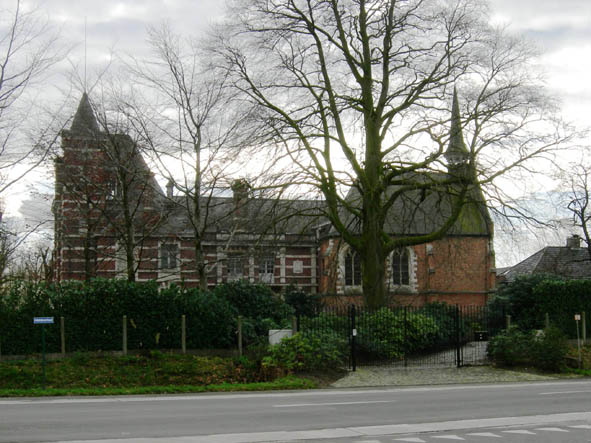